# Бюст-паметник на Тодор Каблешков (Копривщица)
 Тази статия е за бюст-паметника в Копривщица.  За бюст-паметника в София, вижте Бюст-паметник на Тодор Каблешков (София).  
Бюст-паметникът на Тодор Каблешков в град Копривщица е поставен в двора на родния дом на революционера, превърнат в музей през 1954 година.
Къща музей „Тодор Каблешков“ всъщност функционира по подобен начин, като приютява през 1935 г. открития в нея „Общ копривщенски музей“, чиято експозиция е пренесена от Народното читалище, където е била подредена през 1930 година. Тогава е назначен и първият „щатен“ музеен уредник в града.